# Мері Стінберген
Мері Стінберген (англ. Mary Nell Steenburgen; нар. 8 лютого 1953, Ньюпорт, штат Арканзас) — американська акторка кіно та телебачення, продюсерка. Володарка премій «Оскар» і «Золотий глобус» за роль у фільмі «Мелвін і Говард» (1980).

## Кар'єра
Мері Стінберген переїхала в Нью-Йорк в 1972 році, а після почала виступати на театральній сцені. У 1978 вона дебютувала в кіно, відразу з головної жіночої ролі, у фільмі «Прямуючи на південь» з Джеком Ніколсоном, і була номінована на премію «Золотий глобус» за найкращий дебют. У наступному році знялася у фантастичному фільмі «Подорож в машині часу» і за цю роботу отримала премію «Сатурн» за найкращу жіночу роль.
Стінберген виграла премію «Оскар» за найкращу жіночу роль другого плану за свою третю кінороль в кар'єрі, в комедії 1980 «Мелвін і Говард». У 1983 вона виконала головну роль у фільмі «Крос-Крик», а раніше була помітна в фільмах «Регтайм» і «Комедія сексу в літню ніч». Опісля вона в основному мала успіх на телебаченні, знімаючись у різних міні-серіалах починаючи з середини 1980-х.
У 1990 знялася у фільмі «Назад в майбутнє 3», фінальній частини трилогії. Після у неї мала ролі другого плану у фільмах «Філадельфія» і «Ніксон», а також головну роль у власному комедійному серіалі «Чорнило» в 1996-1997, закритому після одного сезону. Також виконала роль другого плану в серіалі «Нова Жанна Д'Арк» в 2003-2005. У 2011 у зіграла невелику роль у фільмі «Прислуга», а в 2012 з'явилася в кількох епізодах серіалу «Студія 30». У 2014 було оголошено, що Стінберген приєдналася до серіалу «Помаранчевий — хіт сезону».

## Особисте життя

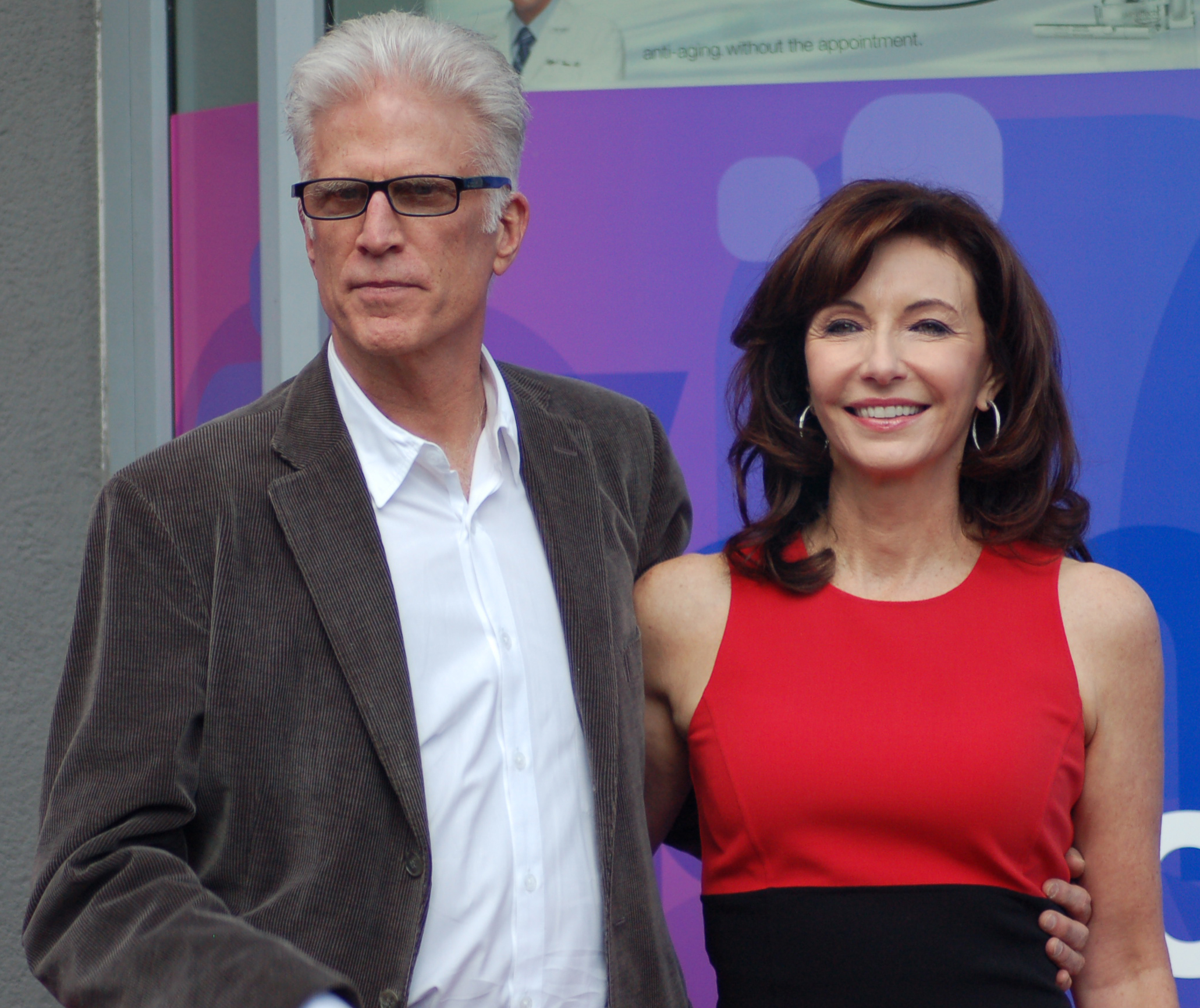
З чоловіком Тедом Денсоном, 16 грудня 2009

У 1980 Стінберген одружилася з актором Малкольмом Макдавеллом, народила двох дітей. Розлучилася в 1990, пошлюбила актора Теда Денсона.

## Вибрана фільмографія
| Рік         |   | Українська назва                    | Оригінальна назва                       | Роль                        |
| ----------- | - | ----------------------------------- | --------------------------------------- | --------------------------- |
| 1978        | ф | Прямуючи на південь                 | Goin 'south                             | Джулія Тейт / Мун           |
| 1979        | ф | Подорож в машині часу               | Time After Time                         | Емі Роббінс                 |
| 1980        | ф | Мелвін і Говард                     | Melvin and Howard                       | Мелвін Дюммар               |
| 1981        | ф | Реґтайм                             | Ragtime                                 | Матір                       |
| 1982        | ф | Сексуальна комедія в літню ніч      | A Midsummer Night's Sex Comedy          | Едріан                      |
| 1983        | ф | Крос-Крик                           | Cross Creek                             | Марджорі Кінна Роулингс     |
| 1983        | ф | Романтична комедія                  | Romantic Comedy                         | Фібі Креддок                |
| 1985        | ф | Одне чарівне Різдво                 | One Magic Christmas                     | Джині Грейнджер             |
| 1987        | ф | Серпневі кити                       | The Whales of August                    | молода Сара                 |
| 1987        | ф | Смерть взимку                       | Dead Of Winter                          | Джулі Роуз                  |
| 1989        | ф | Батьківство                         | Parenthood                              | Карен Бакмен                |
| 1989        | ф | Міс Феєрверк                        | Miss Firecracker                        | Елайн Ратледж               |
| 1990        | ф | Довгий шлях додому                  | The Long Walk Home                      | оповідач                    |
| 1990        | ф | Назад у майбутнє 3                  | Back to the Future 3                    | Клара Клейтон               |
| 1991        | ф | Дружина м'ясника                    | The Butcher's Wife                      | Стелла КІфовер              |
| 1991 — 1992 | с | Назад в майбутнє                    | Back to the Future: The Animated Series | Клара Клейтон               |
| 1993        | ф | Що гризе Гілберта Грейпа            | What's Eating Gilbert Grape             | Бетті Карвер                |
| 1993        | ф | Філадельфія                         | Philadelphia                            | Белінда Конін               |
| 1994        | ф | Кліффорд                            | Clifford                                | Сара Девіс                  |
| 1994        | ф | Місяць-Понтіак                      | Pontiac Moon                            | Кетрін Белламі              |
| 1994        | ф | Передати у спадок                   | It Runs In The Family                   | місіс Паркер                |
| 1995        | ф | Пудра                               | Powder                                  | Джессіка «Джей Сі» Колдуелл |
| 1995        | ф | Ніксон                              | NIXON                                   | мати Річарда Ніксона        |
| 1995        | ф | Лугова арфа                         | The Grass Harp                          | сестра Гайда                |
| 1996        | ф | Подорожі Гуллівера                  | Gulliver's Travels                      | Мері Гуллівер               |
| 2001        | ф | Життя як будинок                    | Life as a House                         | Коллін Бек                  |
| 2001        | ф | Я — Сем                             | I Am Sam                                | лікар Блейк                 |
| 2002 — 2002 | с | Закон і порядок: Спеціальний корпус | Law & Order: Special Victims Unit       | Ґрейс Рінато                |
| 2002        | ф | Щоб ти здох                         | Wish You We're Dead                     | Саллі                       |
| 2003 — 2005 | с | Джоан з Аркадії                     | Joan of Arcadia                         | Гелен Джирарді              |
| 2003        | ф | Ельф                                | Elf                                     | Емілі                       |
| 2006        | ф | Внутрішня імперія                   | INLAND EMPIRE                           | Відвідувач № 2              |
| 2006        | ф | Мертва дівчинка                     | The Dead Girl                           | Беверлі                     |
| 2007        | ф | Нечутливий                          | Numb                                    | доктор Блейн                |
| 2008        | ф | Чотири Різдва                       | Four Christmases                        | Мерилін, мати Кейт          |
| 2008        | ф | Зведені брати                       | Step Brothers                           | Ненсі Гаф                   |
| 2009        | ф | В електричному тумані               | In the Electric Mist                    | Місіс Робішо                |
| 2009        | ф | Пропозиція                          | The Proposal                            | Грейс Пакстон               |
| 2010        | ф | Куди поділися Моргани?              | Did You Hear About the Morgans?         | Емма                        |
| 2010        | ф | Паскудне дівчисько                  | Dirty Girl                              | Пеггі                       |
| 2011        | ф | Прислуга                            | The Help                                | Елейн Стайн                 |
| 2011 — 2013 | с | Вілфред                             | Wilfred                                 | Кетрін Ньюмен               |
| 2012 — 2012 | с | 30 потрясінь                        | 30 Rock                                 | Даян Джессап                |
| 2013        | ф | Останнє похмілля у Вегасі           | Last Vegas                              | Діана                       |
| 2013        | ф | Казка про принцесу Каґую            | The Tale of the Princess Kaguya         | озвучення-Нобуко Міямото    |
| 2015 — 2015 | с | Помаранчевий — хіт сезону           | Orange Is the New Black                 | Делія Пауелл                |
| 2015 — 2016 | с | Остання людина на Землі             | The Last Man on Earth                   | Ґейл Клостерман             |
| 2017        | ф | Відкриття                           | The Discovery                           | журналіст                   |
| 2018        | ф | Книжковий клуб                      | Book Club                               | Керол Колбі                 |
| 2020        | ф | Щаслива пора                        | Happiest Season                         | Тайппер                     |
| 2020        | с | У кращому світі                     | The Good Place                          | вчителька музики            |
| 2021        | ф | Алея жаху                           | Nightmare Alley                         | Міс Гаррінгтон              |
| 2023        | ф | Книжковий клуб: Новий розділ        | Book Club: The Next Chapter             | Керол Колбі                 |

## Премії та номінації
| Рік  | Премія                               | Категорія                                          | Номінований фільм             | Результат |
| ---- | ------------------------------------ | -------------------------------------------------- | ----------------------------- | --------- |
| 1978 | Золотий глобус                       | Нова зірка року — акторка                          | Прямуючи на південь           | Номінація |
| 1979 | Сатурн                               | Найкраща акторка                                   | Time After Time               | Перемога  |
| 1980 | Оскар                                | Найкраща акторка другого плану                     | Мелвін і Говард               | Перемога  |
| 1980 | Спілка кінокритиків Бостона          | Найкраща акторка другого плану                     | Мелвін і Говард               | Перемога  |
| 1980 | Золотий глобус                       | Найкраща акторка другого плану — кінофільм         | Мелвін і Говард               | Перемога  |
| 1980 | Асоціація кінокритиків Лос-Анджелеса | Найкраща акторка                                   | Мелвін і Говард               | Перемога  |
| 1980 | Національна спілка кінокритиків США  | Найкраща акторка                                   | Мелвін і Говард               | Перемога  |
| 1980 | Спільнота кінокритиків Нью-Йорка     | Найкраща акторка                                   | Мелвін і Говард               | Перемога  |
| 1981 | Золотий глобус                       | Найкраща акторка другого плану — кінофільм         | Реґтайм                       | Номінація |
| 1985 | Джині                                | Найкраща акторка                                   | Одне чарівне Різдво           | Номінація |
| 1985 | Премія БАФТА у телебаченні           | Найкраща акторка                                   | Ніжна ніч                     | Номінація |
| 1988 | Прайм-тайм премія «Еммі»             | Найкраща акторка у міні-серіалі або фільмі         | Мансарда: Притулок Анни Франк | Номінація |
| 1989 | Асоціація кінокритиків Чикаго        | Найкраща акторка другого плану                     | Міс Феєрверк                  | Номінація |
| 1990 | Сатурн                               | Найкраща акторка другого плану                     | Назад у майбутнє 3            | Номінація |
| 1995 | Гільдія кіноакторів США              | Найкращий акторський склад в ігровому кіно         | Ніксон                        | Номінація |
| 1998 | Гільдія кіноакторів США              | Найкраща жіноча роль у телефільмі або міні-серіалі | Про Сару                      | Номінація |
| 2004 | Супутник                             | Найкраща акторка другого плану — телесеріал        | Джоан з Аркадії               | Перемога  |
| 2011 | Гільдія кіноакторів США              | Найкращий акторський склад в ігровому кіно         | Прислуга                      | Перемога  |